# По Річці Ноля
По Рі́чці Ноля́ (рос. По Речке Ноля, марій. Кырлян почиҥга) — селище у складі Марі-Турецького району Марій Ел, Росія. Входить до складу Марі-Турецького міського поселення.

## Населення
Населення — 98 осіб (2010; 80 у 2002).
Національний склад (станом на 2002 рік):
- марійці — 94 %